# 마르빈 콤퍼
마르빈 콤퍼(독일어: Marvin Compper, 1985년 6월 14일, 튀빙겐 ~ )는 중앙 수비수로 뛰었던 독일의 전 축구 선수이다.
2002-03 시즌에 VfB 슈투트가르트 유스 팀에서 뛰다가 보루시아 뮌헨글라트바흐의 성인 팀으로 자리를 옮겼다. 2005년에 그는 프로 계약을 맺었고, 필립 다엠스와 국가 대표 팀 출신 마르첼 얀젠의 부상 때문에 2006년 가을 분데스리가에 정기 출전 선수가 되었다.
2007-08 시즌 첫 전반기에서, 콤퍼는 보루시아 뮌헨글라트바흐 소속으로 단 세 경기에만 출전하는 데 그쳤다. 이로인하여 2008년 1월에 TSG 1899 호펜하임으로 이적하였다.
2013년 1월에 피오렌티나로 이적하였다.

## 국가 대표 팀 경력
그는 잉글랜드를 상대로 2008년 12월 19일에 독일 축구 국가대표팀 소속으로 첫 국제경기를 뛰었다. 이는 처음으로 TSG 1899 호펜하임 선수가 독일 대표 팀에 출전한 경우였다.